# Mečislovas Reinys

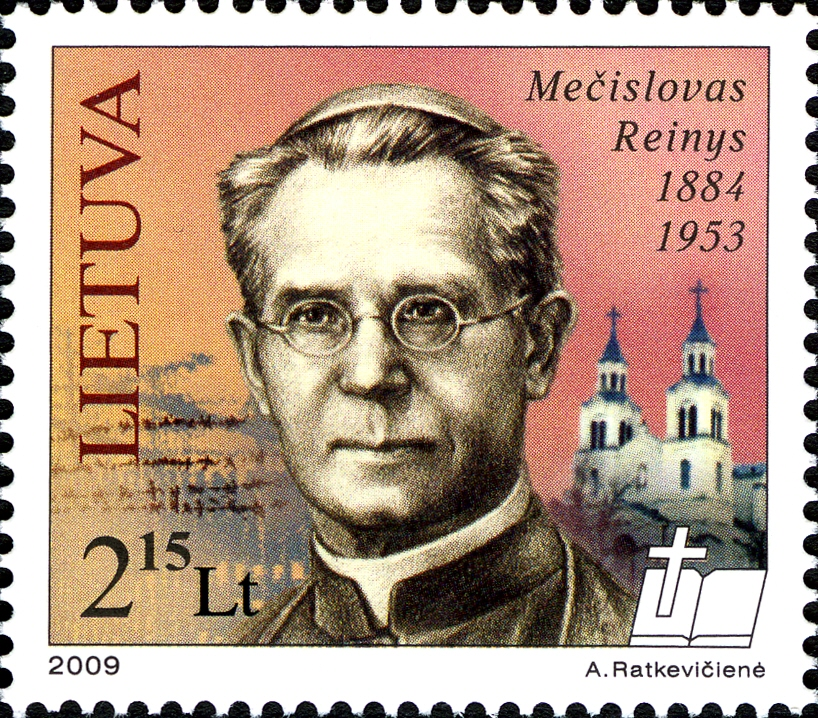
Mečislovas Reinys auf einer litauischen Briefmarke (2009)

Mečislovas Reinys (* 5. Februar 1884 im Dorf Madagaskaras, Pfarrgemeinde Daugailiai bei Utena; † 8. November 1953 in Wladimir, Russland) war ein litauischer Geistlicher, Hochschullehrer und Politiker, Weihbischof in Vilnius und von 1926 bis 1940 Koadjutor im Bistum Vilkaviškis.

## Leben
Mečislovas Reinys war das jüngste von 11 Kindern der Eheleute Jeronimas Reinys und Julijona Mališauskaitė. Dank seiner Begabung wurde er in das Gymnasium in Riga aufgenommen, das er im Jahr 1900 mit einer Goldmedaille für herausragende Leistungen abschloss. Ein Jahr darauf trat er in das Priesterseminar in Vilnius ein, an dem er bis 1905 studierte. Danach setzte er sein Studium an der Theologischen Akademie in Sankt Petersburg fort. 1907 wurde er zum Priester geweiht.
1909 entsandte sein Bischof ihn zu weiterführenden Studien der Philosophie, Naturwissenschaften und Psychologie an das Belgische Institut für Philosophie der Universität Löwen. Dort wurde Reinys 1912 zum Dr. phil. promoviert. Von 1913 bis 1914 studierte er Apologetik und Fundamentaltheologie an der Theologischen Fakultät der Kaiser-Wilhelm-Universität Straßburg.
Nach diesen sehr breiten Studienerfahrungen und langen Jahren im Ausland kehrte Reinys nach Litauen zurück. Von 1916 bis 1922 war er Lektor an der Universität Vilnius. Von 1922 bis 1940 lehrte er Psychologie an der Vytautas-Magnus-Universität in Kaunas und unterrichtete zudem (bis 1924) am dortigen Priesterseminar. Er veröffentlichte Arbeiten zur Psychologie, zur Pädagogik, zur Ethik und zur Theologie.
Als Christdemokrat engagierte Reinys sich in der Politik. Von 1925 bis 1926 war Außenminister Litauens.
Am 5. April 1926 ernannte ihn Papst Pius XI. zum Weihbischof in Vilnius und zum Titularbischof von Tiddi. Die Bischofsweihe spendete ihm am 16. Mai 1926 der emeritierte Bischof von Vilnius, Jurgis Matulaitis-Matulevicius. 1940 wurde ihm der Ehrentitel Erzbischof verliehen mit dem Titularerzbistum Cypsela.
Am 12. Juni 1947 wurde Mečislovas Reinys wegen „antisowjetischer Tätigkeit“ und wegen seines Kampf für die Rechte der Gläubigen verhaftet. Er wurde zu acht Jahren Haft verurteilt und in das Gefängnis von  Wladimir, Russland, verbracht. Nach sechs Jahren Haft starb er im Gefängnis und wurde auf dem Gefängnisfriedhof begraben. Später wurden seine sterblichen Überreste in seine Heimatpfarrei Daugailiai überführt.

## Seligsprechungsprozess
1990 wurde ein Seligsprechungsprozess für Mečislovas Reinys eingeleitet.

## Ehrungen
Die litauische Post gab im Januar 2009 eine Sondermarke zu seinen Ehren heraus.